# Patrick Gierts
Patrick Gierts is een Belgisch voormalig hockeyer.

## Levensloop
Gierts was actief bij Royal Uccle Sport en KHC Dragons. Met laatstgenoemde club won hij in 2003 te Praag de B-poule van de EuroHockey Cup Winners Cup. Daarnaast maakte hij deel uit van het Belgisch hockeyteam.